# Magda Nádor
Magda Nádor (* 16. Dezember 1955 in Dorog) ist eine ungarische Opernsängerin (Sopran) und Gesangspädagogin.

## Leben
Magda Nádor studierte an der Musikakademie Liszt Ferenc in Budapest Gesang bei Edit Fábry. 1980 debütierte sie als „Konstanze“ in Mozarts Die Entführung aus dem Serail an der Staatsoper Budapest, an der sie bis 1982 verblieb. Anschließend wechselte sie nach Berlin an die Komische Oper und Staatsoper, wo sie insbesondere in Inszenierungen von Harry Kupfer als Sängerin außerordentlich erfolgreich war und als Darstellerin der „Konstanze“, der „Gilda“ (Rigoletto) und der „Königin der Nacht“ (Die Zauberflöte) Maßstäbe setzte. Kupfer plante für sie auch Inszenierungen der Lucia di Lammermoor und La traviata.
Ihre Karriere führte sie anschließend auch nach Aix-en-Provence, an die Bayerische Staatsoper München und die Wiener Staatsoper. Als Oscar in Verdis Un ballo in maschera trat sie gemeinsam mit Luciano Pavarotti auf.
Schließlich wechselte sie als Ensemblemitglied an das von Johannes Felsenstein geleitete Anhaltische Theater Dessau.
Seit 1999 unterrichtet Magda Nádor Gesang an der Franz-Liszt-Musikakademie in Budapest, seit 2002 als staatlich geprüfte Professorin.

## Diskografie
- Antonio Salieri: Prima la Musica – Mozart: Der Schauspieldirektor unter Nikolaus Harnoncourt.

## DVD
- Verdi: Un ballo in maschera (Oscar) Wiener Staatsoper.

## Auszeichnungen (Auswahl)
- 1981 Preis der Jury des Internationalen Belcanto-Wettbewerbes
- 1984 Kammersängerin Komische Oper Berlin
- Ehrenmitglied des Anhaltischen Theaters Dessau
- 2004 Doktortitel für funktionale Stimmbildung
- 2023 Auszeichnung der Ungarischen Akademie der Künste (Sparte: klassische Musik)[3]
- 2023 »Karola Ágai und László Szendrey-Karper - Gedenkmedaille«[4]